# Cucchiaio
Il cucchiaio (dal latino cochleārium, "strumento per mangiare le chiocciole"), è una posata da tavola costituita da una paletta concava ovale fornita di manico usata per raccogliere e portare alla bocca cibi liquidi o non compatti. Il cucchiaio è principalmente di metallo; un tempo in argento, ottone, corno e alpacca, oggi acciaio inossidabile, ma ne esistono anche di legno, corno e quelli di porcellana, tipici della cucina orientale. Per la ristorazione veloce o per occasioni in cui non vi è la possibilità di lavare le posate come picnic o feste ci sono cucchiai in plastica usa e getta anche imbustati, in genere con coltello, forchetta e tovagliolo di carta, per motivi igienici.

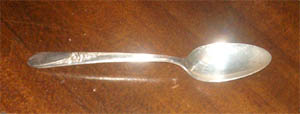
Un comune cucchiaio d'argento

## Storia

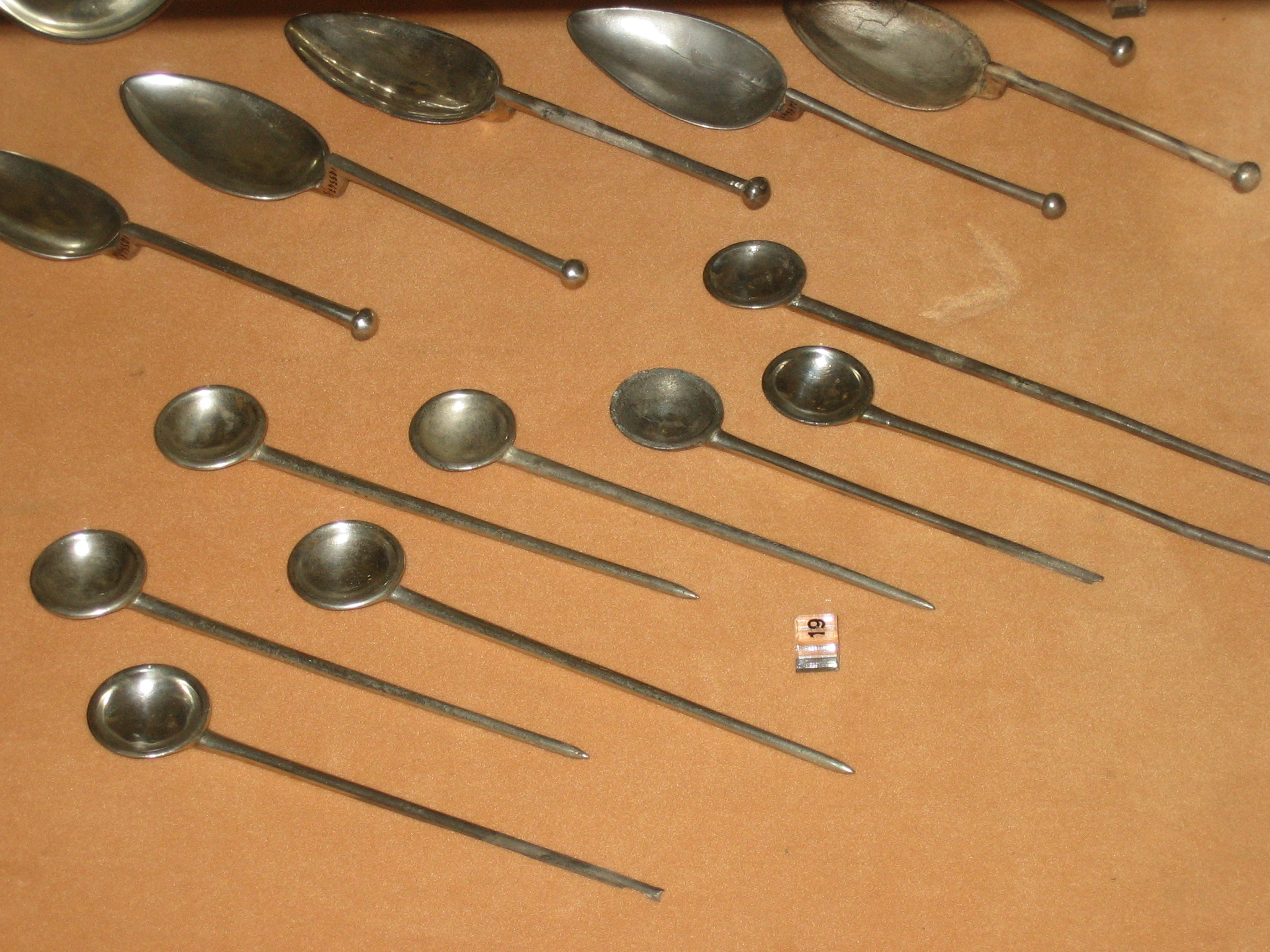
Cucchiai e cucchiaini rinvenuti a Pompei ed esposti al Museo Archeologico Nazionale di Napoli

In origine il cochleārium era un recipiente che conteneva le chiocciole, come si ritrova in Varrone; più tardi la parola prese a indicare un arnese con punta che serviva a cavare i molluschi fuori dal guscio, come avverte Marziale (prima in osso e poi in metallo) e talvolta si usava anche per aprire le uova. In alcuni casi il manico aveva una doppia punta e veniva usato con le stesse funzioni con cui oggi si usa la forchetta. Un altro tipo di cucchiaio latino era la ligula, con una cavità ovale allungata e appuntita e un manico dritto o leggermente incurvato con un ornamento in fondo.
Nel corso del tempo sono stati prodotti cucchiai di rilevante interesse artistico; esemplari medievali e rinascimentali, sono conservati al Museo Correr di Venezia, al Louvre e al Victoria and Albert Museum di Londra.
Con il tempo il cucchiaio ha subito un'evoluzione: nel '600 il manico è stato progressivamente allungato, mentre nel '700 il cucchiaio ha assunto forme e dimensioni diversificate in base all'uso a cui era destinato.
Oltre che per cibarsi, il cucchiaio ha avuto (e ha) anche una funzione liturgica. Fino al '700 ne esistevano a fori sottilissimi per far passare il vino durante la messa. Esistono ancora nelle chiese di rito cattolico romano cucchiai da incenso, mentre nel rito greco, copto e siriaco esiste un cucchiaio da comunione.

## Dimensioni
Le dimensioni dei cucchiai sono in relazione all'uso, elencati dal più grande al più piccolo:
- Cucchiaio di servizio, il più grande usato per servire o cucinare.
- Cucchiaio di legno.
- Cucchiaio da tavola.
- Cucchiaio da dolce.
- Cucchiaio fessurato.
- Cucchiaio da assenzio.
- Cucchiaio da zucchero.
- Cucchiaio da tè.
- Cucchiaio da bar.
- Cucchiaino da caffè.
- Cucchiaino ricordo.
- Cucchiaino da sale, il più piccolo usato un tempo nelle saliere.

In paesi anglofoni come Regno Unito, Stati Uniti e Australia il cucchiaio e il cucchiaino vengono usati come unità di misura, con i nomi di tablespoon "cucchiaio da tavola" e teaspoon "cucchiaio da tè".

## Galleria d'immagini

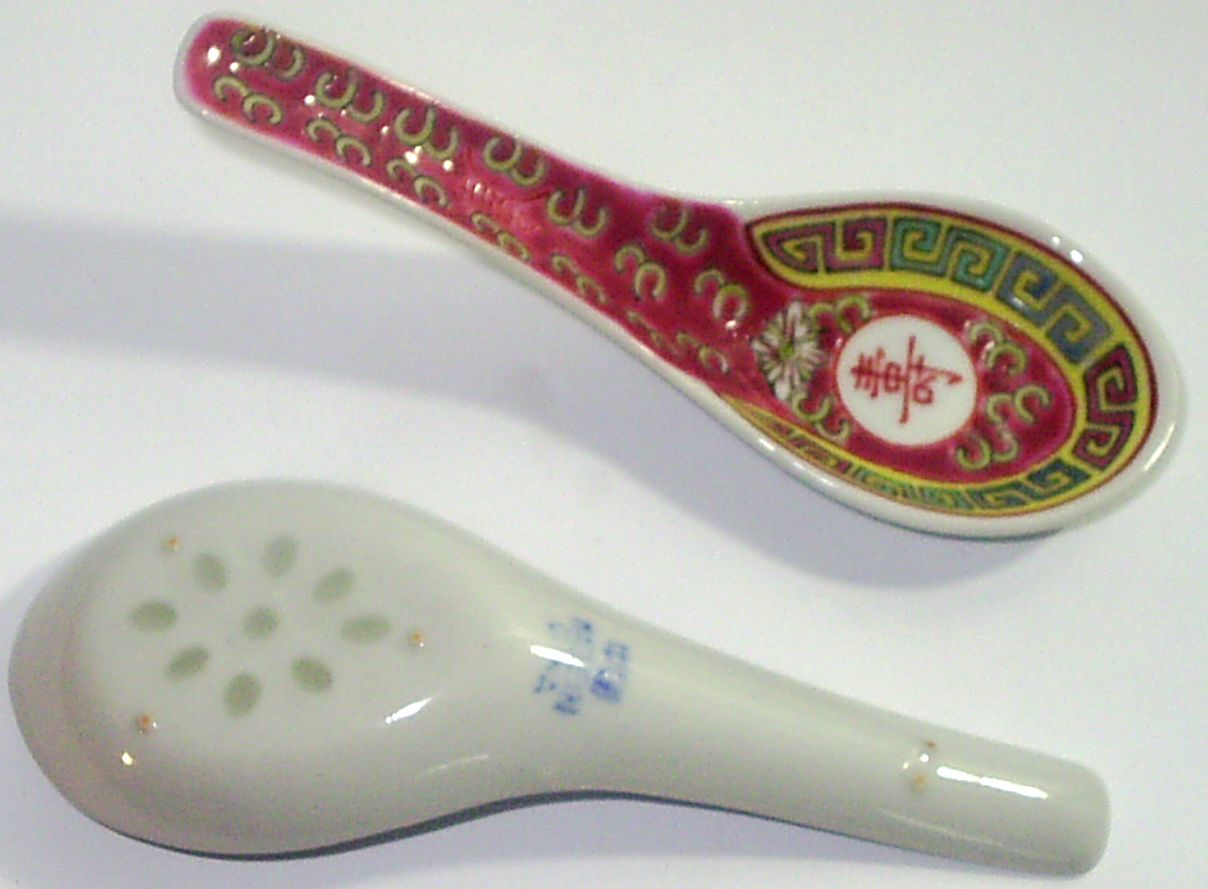
Cucchiaio cinese in porcellana
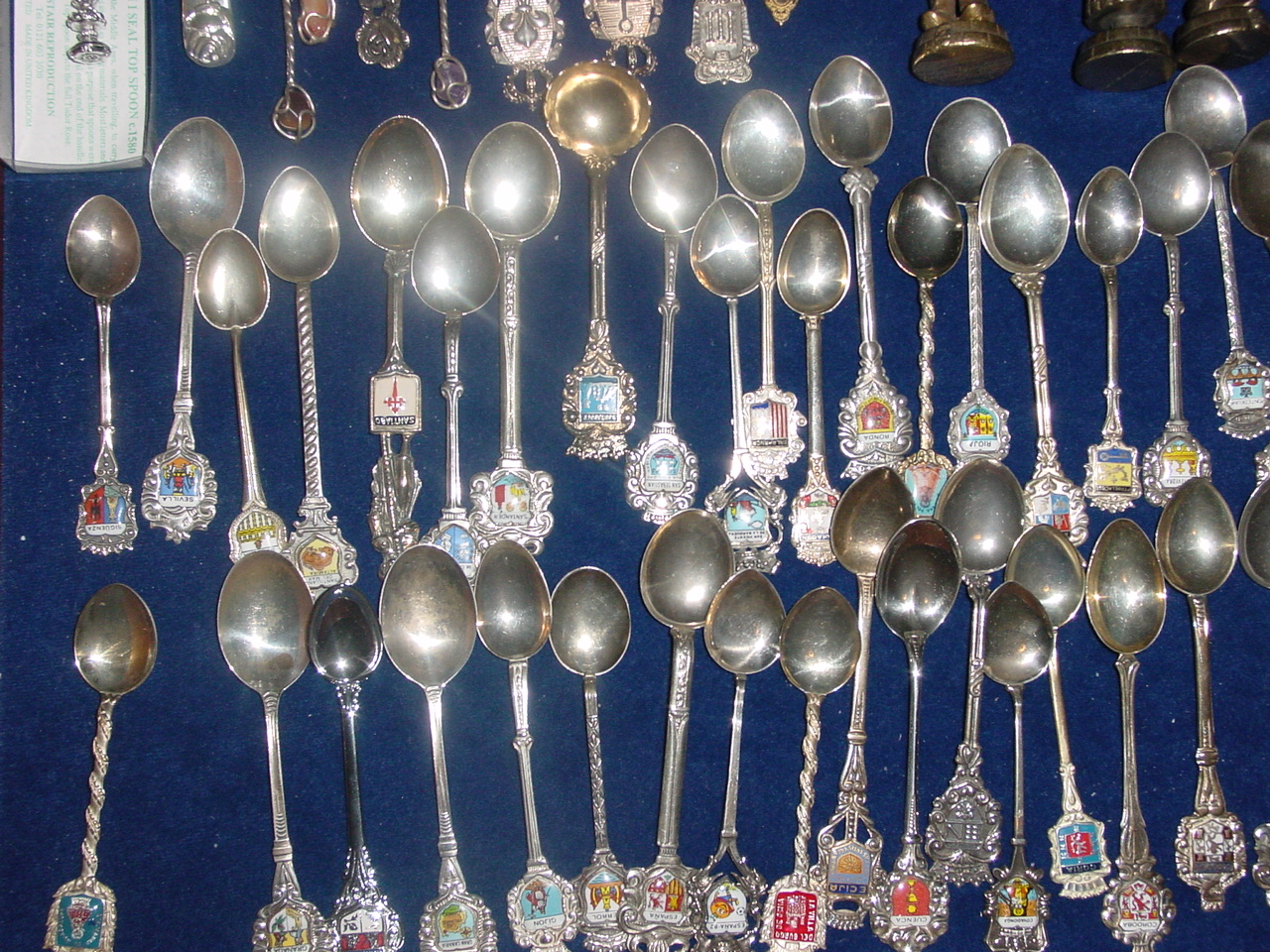
Cucchiaini ricordo
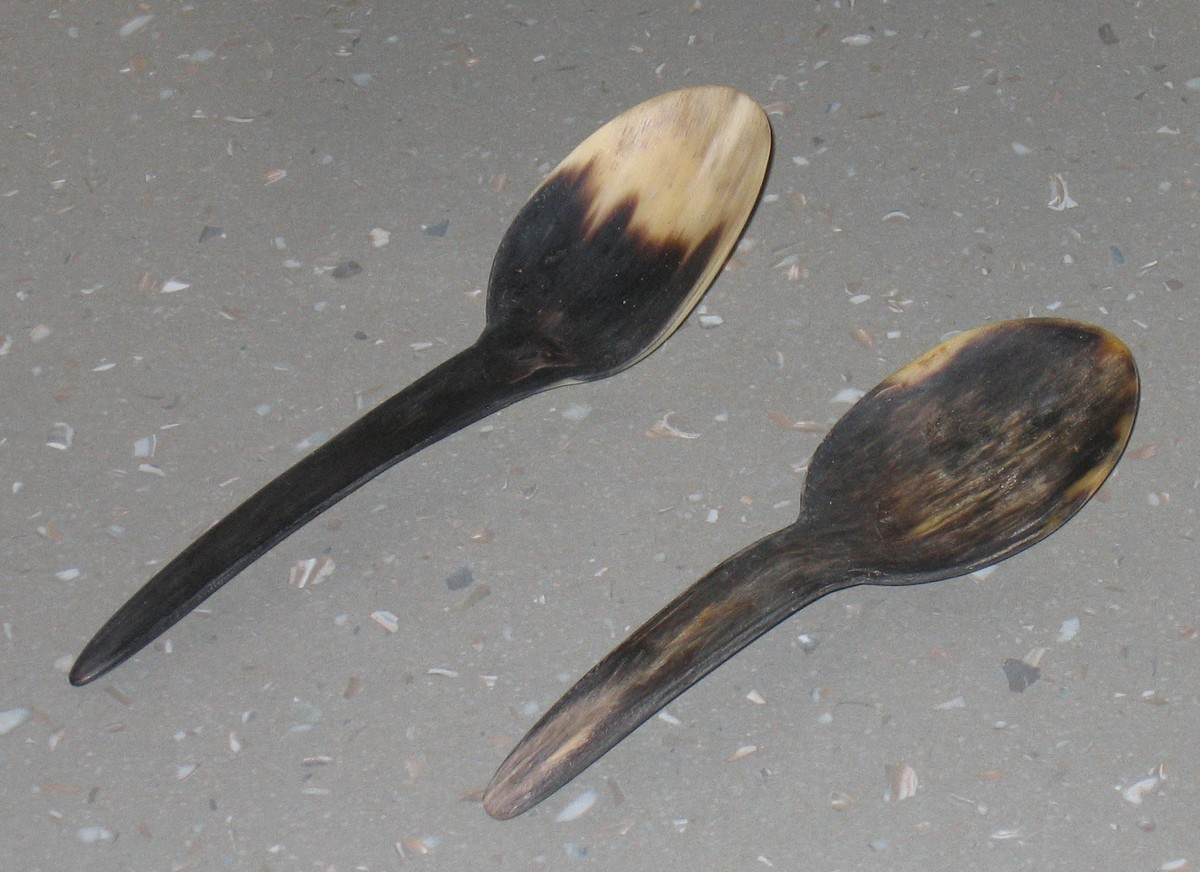
Cucchiai in corno
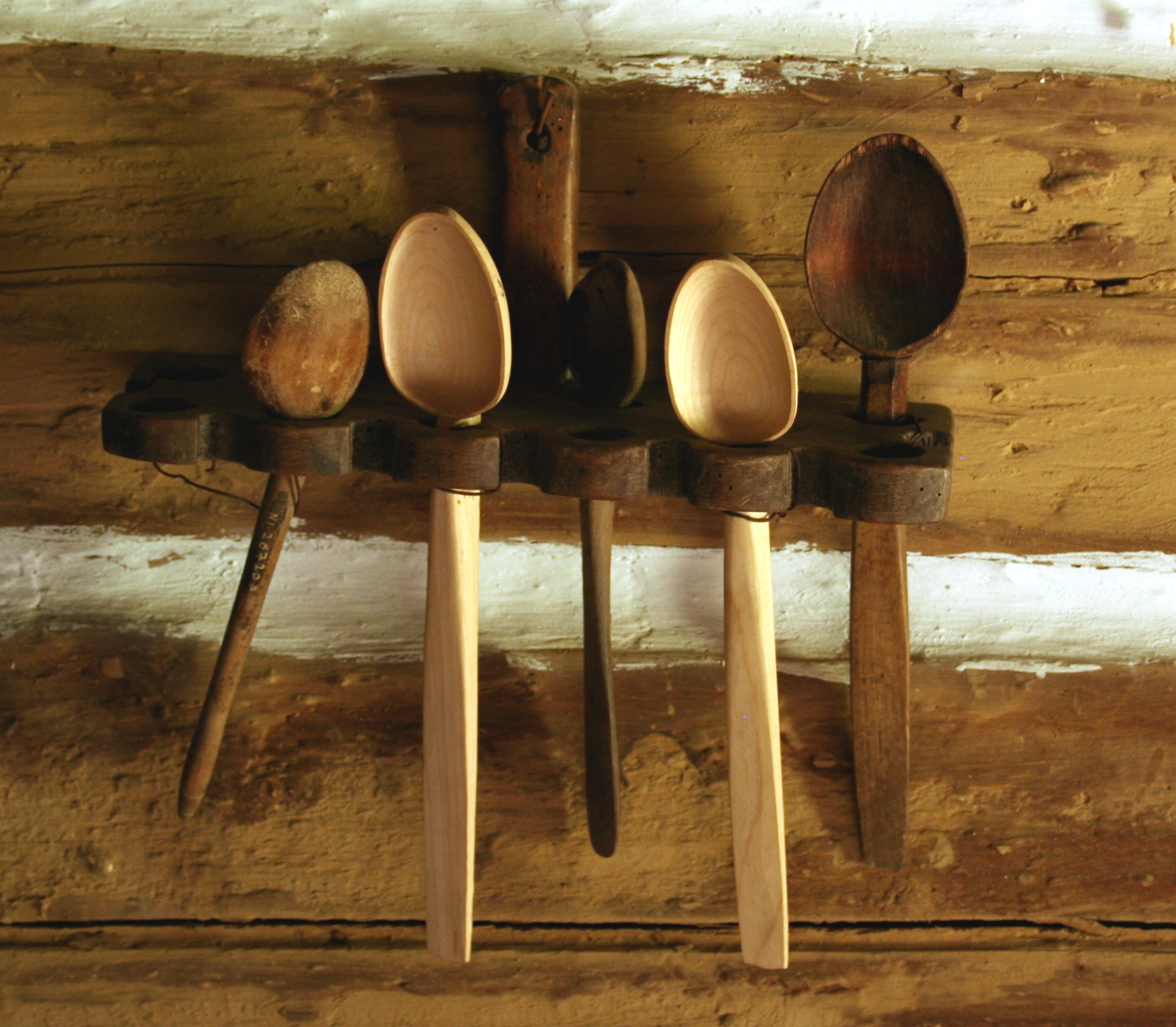
Cucchiai in legno